# Canal de Chacao
Le canal de Chacao est un bras de mer qui sépare l'île de Chiloé (Chili) du continent.

## Historique
C'est au bord du canal de Chacao, en 1567, que fut créé le premier établissement espagnol permanent dans l'archipel : le fort San Antonio de Chacao. Plus tard, les enclaves militaires de San Miguel de Calbuco et San Antonio de Ribera de Carelmapu, fondées respectivement en 1602 et 1603, permirent l'expansion de la colonisation à de nouveaux secteurs côtiers de la Chiloé insulaire et continentale.
Il existe actuellement des plans pour la construction d'un pont, le pont de Chiloé, qui relierait l'île au continent, enjambant le canal de Chacao.

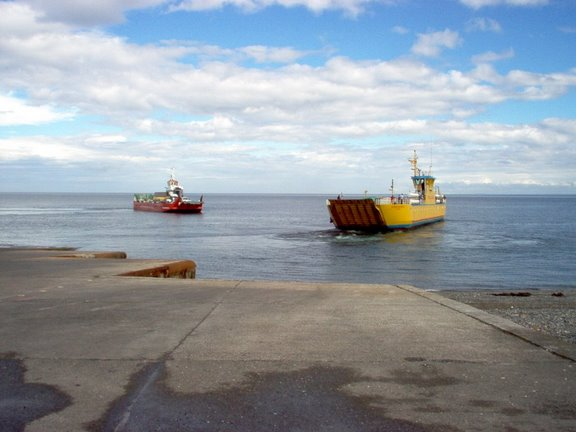
Navettes provenant de île de Chiloé arrivant sur le continent.